# مصنع الغزل والنسيج بصنعاء
مصنع الغزل والنسيج بصنعاء تأسس عام 1961م، بمساعدة من الحكومة الصينية.

## بدأ الإنتاج
بدأ أول مراحله الإنتاجية عام 1967م بإنتاج الخيوط الملونة والأقمشة القطنية، بمتوسط إنتاج يتراوح بين (37) إلى (44) ألف ياردة يوميا، ومن (10) إلى (11) مليون ياردة سنويا، وكان يحتوي على (10) آلاف و (800) مغزل، و (27) ماكنة غزل رفيع، و (347) نول نسيج متكامل، وقسم للتبييض والصباغة والطباعة.

## عملية تطوير المصنع
- خضع المصنع خلال الفترة من 1975 إلى 1985 لأول عملية تطوير، تم خلالها اقتناء (115) نول نسيج روسي حديث، منها (95) نولاً طاقتها الإنتاجية مضاعفة.
- وفي العام 2004 قررت وزارة الصناعة والتجارة تشكيل لجنة لدراسة أوضاع المصنع وتقييم إنتاجيته، بسبب تدهور الإنتاج وانخفاضه من إثنين ونصف طن إلى طن ونصف طن في اليوم، وتوصلت اللجنة إلى أن المصنع أصبح يعمل بشكل غير مجد اقتصادياً، وأوصت بضرورة تطويره وتحديثه.
- وبناء عليه حصلت المؤسسة العامة لصناعة الغزل والنسيج في حينه على قرض مقدم من الحكومة الصينية بقيمة 7 ملايين و 500 ألف دولار، لتنفيذ عملية إحلال آلات ومعدات جديدة، وإدخال تقنية أوربية وصينية حديثة إلى المصنع، بحيث تغطي طاقته الإنتاجية من (30) إلى (40) بالمائة من احتياجات السوق المحلية من المغزولات المصنعة من القطن اليمني.
- وفي حينه أعلنت المؤسسة العامة لصناعة الغزل والنسيج بأنه سيتم افتتاح مشروع التحديثات للمصنع في شهر يوليو من العام 2005 ، ومنح العاملين إجازة مفتوحة إلى أن يتم الانتهاء من عملية التجديد، غير أن الأمور لم تمض وفقا لما تم إعلانه، وظل المصنع مغلقا إلى يومنا هذا، الأمر الذي أدى إلى قلق بقية العمال الإداريين الذين يرون بأن الفترة طالت وتجاوزت كل الوعود المقطوعة من قبل قيادة المؤسسة.

## أسباب توقف المصنع
- توقف المصنع في 1يونيو 2005م بغرض الإحلال والتجديد لآلات جديدة ومن المفترض أن تستمر أعمال الإنشاءات ثلاثة أشهر وثلاثة أشهر أخرى يتم فيها تركيب الآلة والآلة موجودة في ساحة المصنع من قبل أكثر من سنة من أعمال الإنشاءات أي من عام 2004م .
- تعرض الآلات في داخل سور المصنع معرضة للأمطار والأتربة ولعوامل التعرية؛ واستمرت الإنشاءات إلى عام 2007م .
- بسبب عدم توفر السيولة المالية.
- المؤسسة الاقتصادية اليمنية كانت سبب عرقلت إنجاز عمل الإنشاءات من المفترض أن يتم استكمالها في ثلاثة أشهر ولم يتم في الموعد المحدد وتأخر العمل أكثر من أربع سنوات.